# カナ共同体・祈りの家マナ
座標: 北緯35度9分32.9秒 東経137度23分54.8秒 / 北緯35.159139度 東経137.398556度
カナ共同体・祈りの家マナは、愛知県豊田市（旧・足助町）にあった断食祈祷院。「聖書に基づく断食を普及」し、「日本のリバイバルを祈り求めるため」設立されたという。出版部門のパトモス社はビル・ブライトの『カミング・リバイバル』を出版していた。

## 構成
- 祈りの家マナ（断食施設、旧称：パトモス泉の森・祈りの家）
- AFC（愛知・ファスティング・センター）
- パトモス社（出版）
- トヨタ・セントラル・チャーチ（キリスト教会）

## 所在地
愛知県豊田市五反田町栃平39